# ايرو بويرو إيه بي-150
ايرو بويرو إيه بي-150 (بالإنجليزية: Aero Boero AB-150)‏ هي طائرة منافع مدنية، أحادية السطح، ويأجنحة عالية، وذات محرك واحد، بقوة 150 حصان وبثلاثة مقاعد. طورت من إيه بي-115. أنتجت في الأرجنتين. من صناعة ايرو بويرو. صنع منها 5 طائرات.